# Richard Wilbur

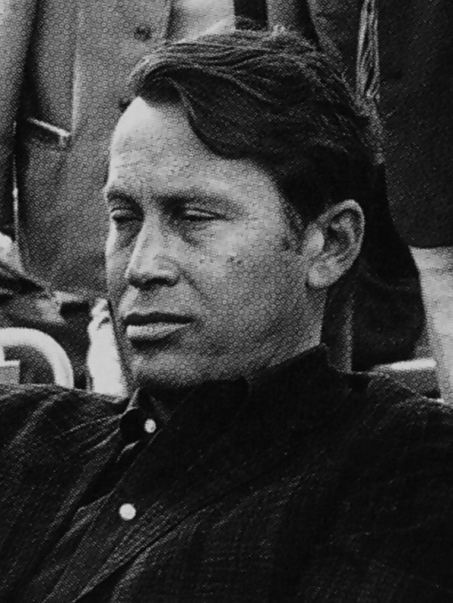
Richard Wilbur (1964)

Richard Purdy Wilbur (* 1. März 1921 in New York City; † 14. Oktober 2017 in Belmont, Massachusetts) war ein US-amerikanischer Dichter, Schriftsteller und Übersetzer sowie zweifacher Pulitzer-Preisträger.

## Biographie
Richard Wilbur wurde als Sohn von Lawrence Lazear Wilbur und seiner Frau Helen Purdy in New York City geboren und wuchs in North Caldwell auf. Im Alter von acht Jahren veröffentlichte er seine ersten Gedichte. 1942 schloss er sein Studium am Amherst College mit Auszeichnung ab und diente während des Zweiten Weltkriegs in der US Army. Nach dem Krieg graduierte er an der Harvard University und wurde Mitglied der Harvard Society of Fellows. Richard Wilbur lehrte an der Harvard University (1950–1954), Wesleyan University (1955–1957), und schließlich am Smith College. Er war auch Übersetzer, spezialisiert auf das 17. Jahrhundert der französischen Komödien von Molière und die Dramen von Jean Racine.
Am 20. Juni 1942 heiratete Richard Wilbur in New York City Mary Charlotte Hayes Ward. Aus der Ehe gingen vier Kinder, Ellen, Christopher, Nathan und Aaron hervor.

## Auszeichnungen
- 1952 Guggenheim-Stipendium
- 1957 Pulitzer-Preis
- 1957 National Book Award
- 1957 Den Millay Award der Poetry Society of America
- 1957 Mitglied der American Academy of Arts and Letters[2]
- 1959 Mitglied der American Academy of Arts and Sciences
- 1963 Guggenheim-Stipendium
- 1971 Bollingen-Preis
- 1973 Shelley Memorial Award
- 1973–1974 New York Drama Critics’ Circle Award: Bestes Musical (für sein Mitwirken an den Lyrics in Leonard Bernsteins Musical Candice, 1956)
- 1973–1974 Outer Critics Circle Award: Bestes Musical (für sein Mitwirken an den Lyrics in Leonard Bernsteins Musical Candice, 1956)
- 1983 Drama Desk Special Award
- 1987–1988 Poet Laureate
- 1988 Laurence Olivier Award: Musical des Jahres (für sein Mitwirken an den Lyrics in Leonard Bernsteins Musical Candice, 1956)
- 1989 Pulitzer-Preis
- 1991 Die Gold Medal in Poetry der American Academy of Arts and Letters
- 1992 Edward MacDowell Medal
- 1994 National Medal of Arts
- 1996 Frost Medal
- 2003 Wallace Stevens Award
- 2006 Ruth Lilly Poetry Prize